# Campagnac, Aveyron
Campagnac är en kommun i departementet Aveyron i regionen Occitanien i södra Frankrike. Kommunen ligger  i kantonen Campagnac som ligger i arrondissementet Millau. År 2022 hade Campagnac 437 invånare.

## Befolkningsutveckling
Antalet invånare i kommunen Campagnac
Referens: INSEE